# 高橋正
高橋 正（たかはし ただし、1933年4月7日 - 2015年8月7日）は、日本の国際政治学者。

## 来歴
東京生まれ。1956年早稲田大学政治経済学部卒業後、東京新聞入社。1970年北米移動特派員、1971年から1974年までモスクワ支局長、1974年外報部次長。1985年千葉商科大学助教授、1987年教授。2004年定年退任。「新しい歴史教科書をつくる会」運動にも賛同し会員になった。

## 略歴
1933年4月7日　東京府日本橋生まれ
1946年4月　東京高等学校（旧制）尋常科入学
1950年4月　東大教育学部付属高校2年編入
1952年4月　早稲田大学政治経済学部政治学科入学
1956年3月　同大学卒業
1956年4月　東京新聞入社外報部勤務
1957年10月　企業併合により中日新聞社外報部勤務
1971年6月　モスクワ支局長（1974年まで）
1974年7月　外報部次長
1980年　ソ連・東欧移動特派員
1985年3月　中日新聞社退社
1985年4月　千葉商科大学商経学部助教授
1987年4月　同教授
1987年4月　防衛大学校非常勤講師
1993年8月　第一回夏期語学研修学生引率（フロリダ大学)
1994年8月　経済研究所共同研究中国現地調査（第一回）
1996年8月　第二回現地調査
2004年3月　千葉商科大学定年退職

## 学会・社会における諸活動及び表彰
1988年10月22日　ソ連・東欧学会幹事を委託される
1988年3月6日　中国三3研究会上海総会に招請，参加
1988年10月1日　ソ連・東欧学会第17回大会で討論者をつとめる
1988年10月17日　第6回日ソ円卓会議（モスクワ）に招請，参加
1988年12月5日　関西経済倶楽部で「中ソ和解の内幕と波紋」につき講演
1989年10月13日　中日友好協会の招請で中国訪問
1990年1月11日　民主社会主義全国研究会議で報告「対外政策の課題」
1990年1月16日　総合研究所月例会議で講演「ポスト・ヤルタのゆくえ」
1990年5月21日　日本広告業協会で講演「欧州広告事情」
1990年5月24日　博報堂にて講演「ソ連‘東欧広告事情」
1990年9月29日　ソ連・東欧学会第19回大会を主催
1991年1月17日　市川ロータリークラブで「91年の国際情勢予測」につき講演
1991年8月3日　綾瀬市中央公民館で「最新ソ連事情」につき講演
1991年9月21日　ラスキン文庫定例講演会で「ラスキンの世紀末我等の世紀末」 につき講演
1991年9月26日　金沢中日サロンで「最新ソ連事情」につき講演
1991年9月28日　ソ連・東欧学会理事を委嘱される
1992年8月7日　朝鮮対外文化連絡協会の招待で北朝鮮訪問
1992年11月29日　N1〔北朝鮮）会で北朝鮮事情につき講演
1993年3月29日　茨城県医療関係者研修会で国際情勢につき講演（水戸）
1993年7月4日　中国国際友好連絡会の招待で中国東北訪問
1993年7月13日　横浜市戸塚区市民大学で「東北アジア情勢」につき講演
1994年8月　千葉商科大学経済研究所共同研究計画により台湾，香港，中国調査旅行
1994年11月14日　共催国際シンポジウムで「極東ロシアの将来」 につき講演（英語）
1994年11月15日　共催国際シンポジウムで「極東ロシアの将来」 につき講演（英語）
1995年7月17日　芙蓉会中国懇談会で「華南経済圏」につき講演
1995年9月11日　千葉商科大学経済研究所共同研究で学内講演会を開催
1995年11月7日　日露合併総合調査社「イタル・タス・ジャパン」設立に参加 (取締役）
1995年9月11日　町田市公民館ことぶき大学で「世紀末世界の展望」につき講演
1996年8月24日　日露合併総合調査社「イタル・タス・ジャパン」設立に参加 (取締役）
1996年10月31日　中国国際友好連絡会の招待で中国東北・北京・上海を調査旅行
1996年11月27日　総合研究所刊「ロシアとどう付き合うか」（復交40周年記 念出版）編集担当
1997年10月4日　千葉商科大学主催日露国交回復40周年記念シンポジウムを組織
1998年3月　ロシア・東欧学会（ソ連・東欧学会改称）会計監事
1999年3月　産業研究所委託「ロシアの環境汚染に関する調査研究」委員長
2000年10月12日　ロシア・東欧学会（ソ連・東欧学会改称）会計監事　解嘱
2002年7月26日　欧亜教育基金会（台湾）・アジア太平洋交流学会合同シンポ (台北）出席

## 著書
- ソビエト・ライフ 夫婦で見たソ連 （高橋その共著 サイマル出版会 1976年）
- 中国のなかのソ連 中ソは和解するか （サイマル出版会 1980年）
- 歴史の始まり 世界政治の生きる道 （サイマル出版会 1992年）
- 世界現代史入門 20世紀から21世紀へ （サイマル出版会 1996年）
- 21世紀の国際政治 （学陽書房 1999年）
- いつまでもありと思うな!金と国 （碧天舎 2004年）

## 翻訳
- シベリア横断四万キロ 神秘と先駆者の大地 （エドアール・カリック 弘文堂 1961年）
- 中国とその影 （チボール・メンデ 弘文堂 1962年）
- 毛沢東と私は乞食だった 秘められたその青春 （シャオ・ユー 弘文堂 1962年）
  - 毛沢東の青春 その秘められた日々 （シャオ・ユー サイマル出版会 1976年）改訂版
- ソビエトの悲劇 トハチェフスキー元帥粛清事件の真相 （ビクトル・アレクサンドロフ 弘文堂 1963年）
- 新しい冷戦 モスクワ対北京 （エドワード・クランクショー 弘文堂 1963 「中国とソ連」1965年）
- 共産世界とどうつき合うか 新時代の東西関係 （ジョージ・F・ケナン 弘文堂 1964年）
- ベルリン最後の日 ナチス・ドイツ壊滅の記録 （アンドレー・タリー 弘文堂フロンティア・ブックス 1965年）
- 若き日の毛沢東 秘められたその青春 （シャオ・ユー 弘文堂フロンティア・ブックス 1965年）
- フルシチョフ その政治的生涯 （E.クランクショー 弘文堂新社 1967年）
- 人間レーニン 革命家の生涯 （ロバート・ペイン 弘文堂新社 1968年）
- ゲバラ日記 （角川文庫 1969年、新版1999年）
- マーチン・ルーサー・キングの生涯 （ウィリアム・R.ミラー 角川文庫 1971年）
- 自伝的中国現代史 2 （ハン・スーイン 宮川毅・青木栄一共訳 春秋社 1971年）
- わが祖国 世界へのアピール （アンドレイ・サハロフ 徳間書店 1975年）
- 延安日記 ソ連記者が見ていた中国革命 上下（ピョートル・П.ウラジミロフ サイマル出版会 1975年）
- ロマノフ家の最期 1918年7月16日に何が起こったか （A.サマーズ、T.マンゴールド パシフィカ 1977年6月、中公文庫 1987年）
- スーパー・ウェポンを盗め 5億ドルスパイ大作戦 （クライド・バーリスン パシフィカ 1978年3月）
- ミグー25ソ連脱出 ベレンコは、なぜ祖国を見捨てたか （ジョン・バロン パシフィカ 1980年5月）
- 核戦争 ある晴れた日、地球の終わりがやってくる グラウンド・ゼロ （サイマル出版会 1982年8月）
- ケネディ王国 権力に憑かれた男たち （ギャリー・ウィルズ ティビーエス・ブリタニカ 1983年1月）
- ゴルバチョフ 鉄の歯をもつ男は何をめざすか （トーマス・G.バトソン 徳間書店 1985年5月）
- ハイテク・スパイ ソ連の先端情報窃取作戦 ドキュメント （リンダ・メルバーン 徳間書店 1986年4月）
- 抗日解放の中国 エドガー・スノーの革命アルバム （サイマル出版会 1986年4月、新版1996年）
- ドラゴン・レディ 西太后の生涯と伝説 上下（スターリング・シーグレーブ 山田耕介共訳 サイマル出版会 1994年）

## 参考
- 訳書記載の略歴